# Südholländisch

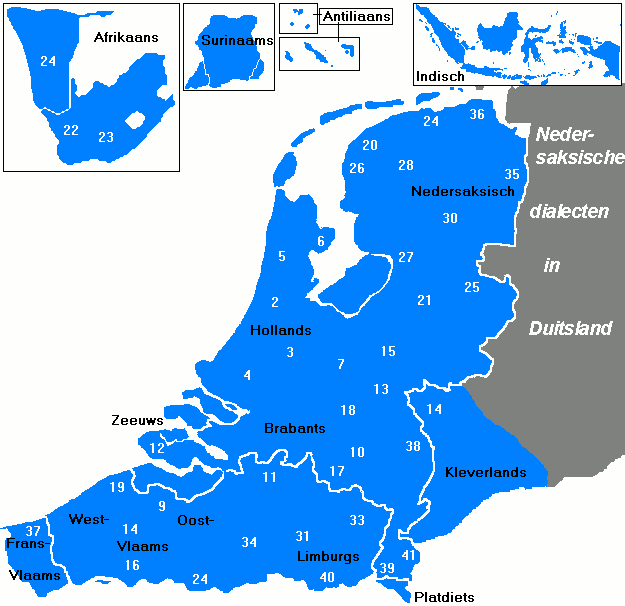
Karte mit den Abständen der Dialekte des Niederländischen und des Afrikaans zur niederländischen Standardsprache. Holländisch ist im Nordwesten mit 2 und 4

Südholländisch ist ein Unterdialekt der holländischen Dialektgruppe, der sein Verbreitungsgebiet vor allem in der niederländischen Provinz Südholland hat. Die meisten südholländischen Mundarten weichen nur geringfügig vom Hochniederländischen ab.

## Verbreitung
Im Norden wird das Südholländische abgegrenzt von den Unterdialekten Kennemerlands, Zaans und Waterlands. Die Grenze wird durch das IJ und den Nordseekanal gebildet. Im Osten grenzt die südholländische Gruppe am Utrechts-Alblasserwaardsen; die Grenze verläuft in einer Linie, die etwa von Weesp nach Sliedrecht verläuft. Im Süden sind die Gewässer Haringvliet und Hollands Diep die Grenze. Gelegentlich wird der Dialekt von Oostvoorne (Gemeinde Voorne aan Zee) dem Seeländischen zugerechnet. Die Westhoekse Gruppe, gesprochen im Nordwesten Nordbrabants, wird der südholländischen Dialektgruppe zugerechnet, obwohl sie auch Übereinstimmungen mit angrenzenden westbrabantischen Dialekten aufweist.
Man kann die südholländischen Varianten in zwei Hauptgruppen unterteilen: ursprüngliche Mundarten, die noch viel alt-holländisches Sprachgut bewahrt haben, und moderne urbane Varianten. Die zweite Gruppe umfasst moderne Varianten, die keine Dialekte im engeren Sinne sind. Sie haben sich weitgehend an die Hochsprache angepasst und weichen heute nur noch wenig von ihr ab. Für letztere siehe Regiolekt#Niederlande.
Die erste Gruppe umfasst die Minderheit der südholländischen Varianten. Man trifft solche Dialekte vor allem in isolierten Gemeinschaften an, wo sich der Einfluss der Randstad noch nicht endgültig durchgesetzt hat. Häufig sind das (ehemalige) Fischerdörfer: Zandvoort (Zandvoortsch), Noordwijk aan Zee (Noordwijksch), Katwijk aan Zee (Katwijksch) und Scheveningen (Scheveningsch) sind die besten Beispiele. Auch das mehr im Innenland gesprochene Aalsmeersche (s. Aalsmeer) ist ein solcher Dialekt. Am weitesten sind diese Mundarten aber im Süden und Osten der Provinzen verbreitet (Voorne-Putten, Hoeksche Waard, Alblasserwaard), wo die konservativen Dialekte keine Sprachinseln sind, sondern in geschlossenen Gebieten gesprochen werden. Alle konservativen Dialekte sind heute einigermaßen bedroht: sie werden meist von einer Minderheit der Bevölkerung gesprochen und bedeutend mehr von alten als von jungen Leuten. Das Aalsmeersche könnte mittlerweile schon ausgestorben sein. Relativ gut hält sich dagegen das Katwijksche.

## Lautlehre

### Vokale
Ursprünglich hatte das Südholländische viele typische Lautverschiebungen in den kurzen und gewissermaßen auch in den langen Vokalen. Die treten aber nur noch in den konservativen Dialekten auf. Bei den konservativen südholländischen Dialekten fällt auch ein größeres Phoneminventar auf.
Das Südholländische, das Holländische überhaupt, liegt auf einem nordseegermanischen (ingwäonischen) Substrat. Für das Ingwäonische (eine altgermanische Dialektgruppe, woraus u. a. das Englische und Friesische entstanden sind) war Entründung der gerundeten Vorderzungenvokale Regel. Heute noch lassen sich Reste davon nachweisen, beispielsweise Katwijksch pet für Hochnl. put „Quelle“. Auch bei langen Vokalen kommt es vor: vier statt vuur „Feuer“ (N.B.: u und uu geben in der niederländischen Rechtschreibung Vorderzungenvokale [ʏ] bzw. [y] an).
Umlaut des kurzen o tritt häufig auf vor r. In den konservativen Dialekten ist durp „Dorf“ allgemein. Das lange oo wird manchmal zu eu, z. B. in zeun „Sohn“. Dies ist in allen konservativen Dialekten vertreten, in den modernen Varianten aber nicht. Die Verschiebung oo > eu ist kein Umlaut, da sie spontan auftrat.
Ründung ungeründeter Vokale tritt auch auf, vor allem wenn die phonetische Gegend das verlangt. Häufig wird in den Reliktdialekte er zu ur: vurf „Farbe“, urt „Erbse“. Auf dieser Stelle tritt aber wenigstens so häufig eine Verschiebung nach or auf. Wörter wie dorde „dritte“ (Hochsprache derde) und Korsemes „Weihnachten“ (Hochsprache Kerstmis) findet man nur im südholländischen Sprachraum. Am häufigsten findet sich diese Verschiebung in Zandvoort.
Das kurze e kann aber in noch mehr Formen auftreten. In manchen Wörtern wird sie zu i [ɪ] geschlossen: mist „Mist“ (Hochsprache mest), in „und“ (Hochsprache en). Ein geschlossenes e findet sich allerdings nicht nur in Reliktdialekten. Auch in und um Amsterdam und Haarlem wird das e i-artig ausgesprochen, etwa als [e] (Hochsprache [ɛ]). Das Wort bed „Bett“ lautet somit im Amsterdamschen wie das englische bet. Dagegen überherrscht im Süden eine geöffnetere Aussprache, hie und da als [ɑ] (kark „Kirche“ statt kerk, aufgegeben für ’s-Gravendeel), aber häufig als [æ]. Diese Aussprache setzt sich im Seeländischen durch.
Das lange aa bleibt meistens [a:] wie im Hochsprache. Früher aber müssen die mehr geschlossenen Varianten [æ:] und [ɛ:] mehr verbreitet gewesen sein. Mann findet sie in den allermeisten konservativen Dialekten zurück. Nur noch die wenigsten Dialekte machen Unterschied zwischen alt-langes aa (welches auch im Deutschen lang ist) und verlängertes aa (welches ursprünglich kurz war und im Deutschen noch immer kurz ist): man findet dies im Aalsmeerschen und Sliedrechtschen.
Das ursprüngliche Südholländische kannte zwei Arten ee und oo. Das Hochniederländische und die modernen Mundarten kennen nur noch ein solches Phonem. Man spricht von weichlangem und scharflangem ee und oo. Die ersten entsprechen einem Monophthong (meist ê bzw. ô), die zweiten entsprechen einem Diphthong (entweder eə bzw. oə oder ai bzw. au). Nördlich und südlich des südholländischen Sprachraums wird diese Unterschied immer noch gemacht.

Das ee und oo sind in der niederländischen Hochsprache Nachschlaglaute: Diphthonge deren letztes Glied nur kurz ausgesprochen wird ([ei], [ou]). In den meisten Südholländischen Dialekten werden es volle Diphthonge: [ei] und [ou] oder noch breitere Varianten. Diese Laute gelten als sehr unzivilisiert und typisch für die untere soziale Klasse.
Ursprünglich wurde zwischen ei und ij unterschieden. Im Hochniederländischen aber werden beide als [ɛi] ausgesprochen. Auch in den modernen Mundarten gibt es keine Unterschied; jedoch können sie anders ausgesprochen werden als im Hochsprache. [ɛ:], [ai] und [ɑi] kommen vor, werden aber in der Hochsprache abgelehnt. In vielen Reliktdialekten, sowohl im Süden als an der Nordsee, gibt es nach wie vor einen Unterschied: ei wird zu [ɑ:(i)], ij bleibt [ɛi].

### Konsonanten
Das h verschwindet in den Fischersdialekten von Noordwijk und Scheveningen. Außerdem tritt H-Löschung noch in Vlaardingen auf. Vlaardingen war früher auch ein Fischerort; sein Dialekt hat im 20. Jahrhundert aber viel seines konservativen Sprachguts verloren. Das Weglassen des h ist wahrscheinlich aus dem Seeländischen übernommen worden.
Vor allem im Norden, in und um Haarlem und Amsterdam, sind die in der Hochsprache stimmhaften v- und z- im Anlaut stimmlos geblieben ([f] und [s]). Amsterdamer haben oft große Schwierigkeiten v und z „richtig“ auszusprechen.
Das für das Niederländische typische dicke l [ɫ] (auch zu hören im Niederdeutschen und Berndeutschen) ist im Südhollandischen häufig noch etwas dicker. Vor allem vor [d] und [t] wird es fast zu [w]. Daher können Schwierigkeiten auftreten, die Unterschiede zwischen vernieuwd „erneut“ und vernield „zerstört“ zu verstehen.
Das r wird meist gerollt, im Süden aber häufig im Auslaut als Approximant [ɹ] (oder gar [j]) dargestellt. Uvulare Aussprache des r findet sich nur in Rotterdam und Den Haag.
Sch-, auf Niederländisch [sx] ausgesprochen, ist sk- geblieben in Katwijk, Noordwijk und Zandvoort. Sk- ist weiter typisch für die nordholländischen Dialekte und für das Friesische.
Auch in Katwijk, Noordwijk und Zandvoort wird das w bilabial ausgesprochen, ähnlich wie im Englischen [w]. Diese Aussprache muss früher im Holländischen allgemein gewesen sein; heute ist sie dafür aber atypisch und benutzt man das labiodentale [ʋ]. Dass dieser Laut genau hier erhalten wurde, ist aus englischem Einfluss zu erklären; dafür spricht auch, dass das Egmondsche, welches ebenfalls an der Nordsee gesprochen wird, diesen Laut auch hat.

## Morphologie
Die südholländischen Mundarten zeigen bestimmte grammatische Unterschiede. Traditionell werden diese Besonderheiten aber nicht als dialektische Merkmale gesehen, sondern als bloße Sprachfehler verpönt.

### Nominalflexion einschließlich des auf dem Südholländisch fußenden Rotterdamsch
Die meisten Mehrzahlen weichen nicht vom Hochniederländischen ab. Das -n im Pluralsuffix -en wird, wie meistens in der Hochsprache, nicht ausgesprochen: man – manne „Mann – Männer“. In manchen Dialekten kommt Doppeltplural vor: mand – mandes („Korb – Körbe“) mit den beiden Pluralausgängen -e und -s. Dies findet sich zwar in konservativen Dialekten, wird aber auch für moderne Varianten aufgegeben. Es besteht eine Tendenz, Zusammenbildungen anders zu pluralisieren als das Grundwort: während das Wort boom „Baum“ (in südholländischer Aussprache etwa boowm) als Mehrzahl einfach bome lautet, kann spoorboom „Bahnschranke“ den Plural spoorbooms bilden, im Gegensatz zum hochniederländischen spoorbomen.
Dem Südholländischen fehlt wie dem Hochniederländischen ein richtiges Fällensystem. Jedoch zeigen viele Dialekte Spuren der Kasusinflexion. Für zahlreiche Orte (darunter Aalsmeer, 's-Gravendeel, Hardinxveld-Giessendam, Katwijk, Sliedrecht, Zoetermeer) sind flektierte Eigennamen aufgegeben. Dabei gibt es einen Form für den Nominativ und einen Form für Genitiv, Dativ und Akkusativ zusammen (sgn. Kasus Obliquus). Im Katwijkschen lässt sich zum Beispiel sagen:
- Piet lòòpt op straet „Piet geht auf der Straße“
- Piete fiets staet teuge de muur „Piets Fahrrad steht an der Mauer“
- Gunt huis is van Piete „Jenes Haus gehört Piet“
- Hè-je Piete nog ezien? „Hast du Piet noch gesehen?“

Obwohl in Deutschland nicht ungewöhnlich (Fritz, Fritzens, Fritzen) ist diese Flexionsart im Hochniederländischen, wo es nur einen Genitiv für Eigennamen geben kann, unbekannt.
Weitere Restanten der Fällen finden sich in festen Ausdrücken. Meistens handelt es sich um einen Dativ. Während konservativen Dialekte mehr solcher Ausdrücke besitzen (z. B. Katwijksch uit-ter zàè „vom Meer“, nae den ete „nach dem Essen“) treten sie auch gelegentlich in modernen Varianten auf: in de midde („im Mitten“ aus mittelndl. inden middene), uit de licht („aus dem Licht[e]“ aus mittelndl. uyten lighte). Feste Ausdrücke im Dativ kommen im Süden des südholländischen Sprachraums mehr vor als im Norden. Auch im Seeländischen sind sie sehr häufig.
Wie das umgangssprachliche Hochniederländische haben die meisten südholländischen Mundarten nur zwei Genera: geslächtlich und sächlich. Drei Geschlechter kommen nur südlich von Rotterdam noch vor (z. B. in Oud-Beijerland).
Diminutive werden, wie im ganzen Holländischen, oft mit -ie gebildet. Der Ausgang -ie ist eine Vokalisierung des hochniederländischen Äquivalents -je. In vielen vor allem konservativen südholländischen Dialekten bildet man alle Diminutive auf -ie; meistens aber tritt dieses Merkmal nur nach bestimmten Konsonanten auf. Vergleiche:
| Hochniederländisch | Rotterdamsch | Oud-Beijerlandsch | Deutsch         |
| ------------------ | ------------ | ----------------- | --------------- |
| kammetje           | kammetje     | kammechie         | „Kämmchen“      |
| ringetje           | ringetje     | ringchie          | „Ringlein“      |
| boompje            | boompie      | bôômpie           | „Bäumchen“      |
| haantje            | haantje      | haentjie          | „Hähnchen“      |
| zusje              | zussie       | zusjie            | „Schwesterlein“ |
| lampje             | lampie       | lampie            | „Lämpchen“      |
| kettinkje          | kettinkie    | kettinkie         | „Kettchen“      |

-jie in Diminutiven findet sich vor allem im Süden und Osten der Provinz sowie in weiten Teilen der Provinz Utrecht.

### Pronomina
Bei den Pronomina fällt vor allem das Personalpronomen für die dritte Person Plural auf. Dies lautet in der Hochsprache zij, das aber auch das Personalpronomen der dritten Person weiblich Singular ist (wie das deutsche sie). Als Alternative gibt es in den südholländischen Dialekten verschiedene Pronomina für die dritte Person Mehrzahl allein: zullie, hullie und hun. Vor allem das letzte Pronomen hat sich die letzten Jahrzehnte stark verbreitet, auch in der Umgangssprache vieler Leute, die sonst Hochniederländisch sprechen. Redewendungen wie hun hebbe(n) dat gedaan sind also eher Substandardsprache als Dialekt.
Das Reflexivpronomen „sich“ fehlt. Während dat Hochniederländische das Wort zich aus dem Limburgischen und Hochdeutschen übernahm benützt das Südholländische die Forme z'n/d'r eige(n) (wörtlich „sein/ihr Eigen[es]“).

#### Enklitisches Personalpronomen
Das Personalpronomen hij kann, wenn es unbetont ist, enklitisch zu -tie oder -die werden. Im Süden des südholländischen Sprachraums kann auch je in bestimmten Umgebungen enklitisch aufgenommen werden, und zwar als -ie. Beispiele: loop-ie „läufst du“, loopt-ie „lauft er“; hebbie „hast du“ heb-ie „hat er“; da-je „dass du“ (ohne Lautverschiebung je > ie!), dattie „das er“. Im Norden des südholländischen Sprachraums (Katwijk, Aalsmeer) fehlt die Veränderung von je nach ie. 

### Verbalkonjugation
Im Süden des Sprachgebiets fehlt häufig das -t im zweiten und dritten Person Singular. Außerdem kann das t im ersten Singular Person auftreten. So haben viele Verben neben einem Einheitsplural auch einen gewissen Einheitssingular. Im Rotterdamschen heißt es: ik loowp, jai loowp, hai loowp („ich laufe, du läufst, er läuft“) und ik doet, jai doet, hai doet („ich mache, du machst, er macht“). Derartige Konjugationsformen werden auch gegeben für Den Haag und Leiden, fehlen aber in Amsterdam. Für Amsterdam sind dagegen Forme aufgezeichnet wie ik doen „ich mache“, wobei der einsibige Infinitiv als finite Verbform für die erste Person Singular dient.
Vor allem im Süden auch kann beim Präteritum schwacher Verben das Personalpronomen hij (siehe oben) in den Verbform aufgenommen werden. Hierzu wird das Verb aufgebrochen: aus maakte hij „machte er“ wird so maakt-ie-de. Diese Konstruktion ist für die niederländischen Dialekte, für die germanischen Sprachen überhaupt, einzigartig.
Weitere Besonderheiten sind hij heb „er hat“ (früher typisch für Amsterdam, heute in allen Mundarten vertreten; Hochsprache hij heeft) oder alter hij het, hij heit, wij, jullie, zullie benne „wir sind, ihr seid, sie sind“ (altmodisch; Hochsprache wij, jullie, zij zijn) und die Verlust des Unterschieds zwischen „kennen“ und „können“ (beides kenne) und „liegen“ und „legen“ (beides legge).